# 桂小南光
桂 小南光（かつら こなんこう、1875年 - 1935年6月8日）は、落語家（上方噺家）。本名、武川新之助。

## 人物
初め、喜劇の曾我廼家五九郎一座の素人落語で花遊を名乗る。
1900年頃に西國坊明學の門下で西國坊明士を名乗り、玄人になる。その後、一時廃業して素人落語に戻る。後に芦廼家梅咲（後の5代目笑福亭松鶴）、四季亭可遊（後の2代目笑福亭福圓）、花之助（2代目三遊亭圓若）等と共に「浪花落語三枝連」を結成。
1908年頃に桂仁左衛門の門下になり、桂仁三郎となる（一度玄人の経験があったため二つ目から）。1912年5月に兄弟子の初代桂小南が名乗った桂小南光を襲名した。本来は2代目になるが、先代は短時期であったため、代数はつけられていない。
1927年頃まで吉本の席（寄席）に出ていたが、その後の消息は不明。
得意ネタは「八五郎坊主」「天王寺参り」など。SPレコードも、大正の末に「天王寺参り」「伏見人形」「法春」など、数枚吹き込んでいる。